# Herbert Petersson

Herbert Petersson som docent mars 1917. Bilden är beskuren. Foto: Per Bagge.

John Kristian Herbert Petersson, född den 21 maj 1881 i Ålem i Kalmar län, död den 13 maj 1927, var en svensk språkforskare. Han var son till kyrkoherden i Böda, Olof Petersson och Selma Christina Melén 
Herbert Petersson avlade mogenhetsexamen vid Kalmar högre allmänna läroverk den 2 juni 1899 och skrevs in i Kalmar nation vid Lunds universitet den 26 september 1899.  Han disputerade för filosofie doktorsgraden 1911 på avhandlingen ”Fortunatovs regel”. Petersson blev docent i jämförande språkforskning samma år och promoverades till filosofie doktor 1912. Herbert Petersson förordnades efter professor Nils Flensburg avgång 1921 att uppehålla professuren i sanskrit med jämförande indoeuropeisk språkforskning i Lund och utnämndes den 24 november 1923 till ordinarie innehavare av professuren.
Herbert Petersson studerade vid universitetet i Rostock 1904 och universitetet i Münster 1908 samt vid universitetet i Köpenhamn 1909. Han företog studieresa till Moskva 1914, och verkade 1916 såsom delegat för Svenska Röda korset i Petrograd, Moskva, Samara och Ufa, där han bland annat delade ut ”Liebesgaben” bland österrikisk-ungerska och tyska krigsfångar i Ufa, Ryssland, sommaren 1916.
Herbert Petersson var ledamot av Kungliga Humanistiska Vetenskapssamfundet i Lund och han medverkade till bildandet av Vetenskapssocieteten i Lund tillsammans med folklivsforskaren Carl Wilhelm von Sydow och lingvisten Jöran Sahlgren. För övrigt var Herbert Petersson stor beundrare av Lunds äldsta studentorden, Storaste Kroppkakan.
Bland hans utgivna skrifter – nästan genomgående av etymologiskt innehåll, företrädesvis från baltisk-slaviskt, armeniskt och ariskt område – kan nämnas Studien zu Fortunatovs Regel (gradualavhandling 1911), Zur slavischen und vergleichenden Wortforschung (1915), Baltisches und Slavisches (1916), Zwei sprachliche Aufsätze (1917), Baltische und slavische Wortstudien (1918), Arische und armenische Studien (1920), Studien über die indogermanische Heteroklisie (1921), ett större arbete av delvis morfologisk art med starkt glottogonisk läggning, Vergleichende Wortstudien (1922) och Griechische und lateinische Wortstudien (samma år).
Herbert Petersson gifte sig 1924 med Ingrid Ohlsson (1886 – 1987) från Timmernabben, Kalmar län, och blev med henne far till Elisiv, Sigrun och Stig. Barnen tog sig senare efternamnet Herbertson. Herbert Peterssons och hans hustrus gravvård återfinns på Ålems kyrkogård, Kalmar län.

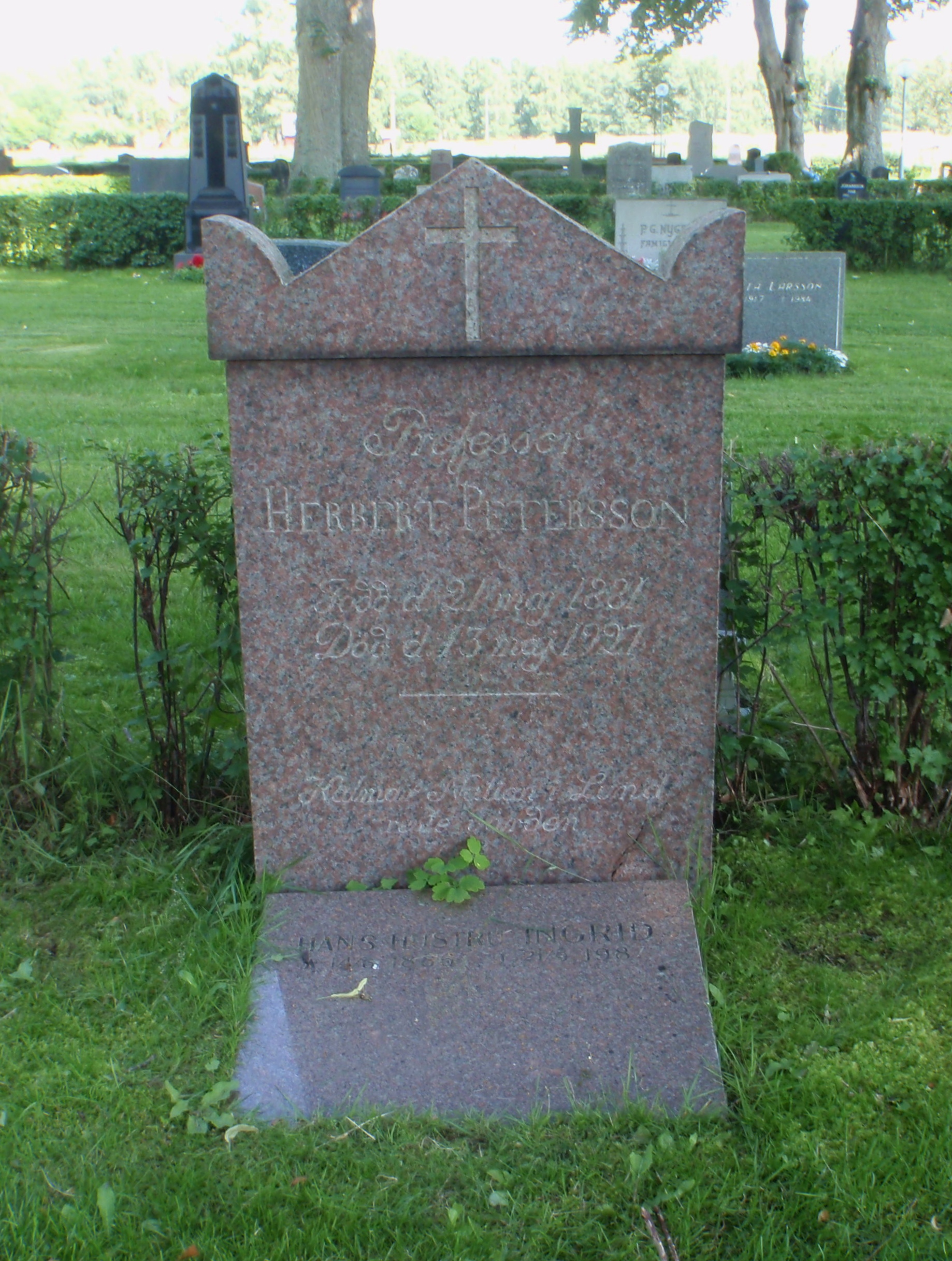
Professor Herbert Peterssons och hans hustru Ingrids grav på Ålems kyrkogård, Kalmar Län.